# 王梦文
王梦文（？—？），湖北江陵人，清朝政治人物。贡生出身。
王梦文曾于1785年接替王应中任华亭县知县一职，1788年由梁兰生接任。